# Mirjam Mesak
Mirjam Mesak (Tallin, 23 d'agost, 1990) és una cantant (soprano) estoniana.

## Educació musical
Mirjam Mesak ha cantat a l'estudi de música Lasteekraani de la Televisió Estoniana i al Cor Juvenil d'ETV.
Va estudiar cant clàssic a l'Escola de Música Georg Ots de Tallinn, graduant-se el 2012. El 2016, va obtenir una llicenciatura en cant a la Guildhall School of Music and Drama de Londres, on també continua els seus estudis de màster.

## Carrera de cantant
En relació amb els seus estudis a Londres, ha actuat com a solista en moltes de les principals sales de concerts de Londres (per exemple, el Barbican Hall, el Milton Court Concert Hall i el Wigmore Hall).
El març de 2018, va arribar a les semifinals de la Glyndebourne Opera Cup, un concurs europeu per a joves cantants d'òpera.
Des de la temporada 2018/19, Mirjam Mesak ha estat practicant a l'Opera Studio de l'Òpera Estatal de Baviera a Munic, Alemanya, i ha participat en òperes com ara "La bohème" de Puccini, "Rigoletto" de Verdi, "Jenůfa" de Janáček, "Hänsel i Gretel" de Humperdinck, "La flauta màgica" de Mozart, etc.

## Música pop i Eurovisió
El 2007, Mirjam va ser corista de Gerli Padar al Festival de la Cançó d'Eurovisió d'Estònia amb Johanna Münter, i també va actuar amb aquesta banda al Festival de la Cançó d'Eurovisió a Finlàndia al maig.
El 2009, Mirjam Mesak va participar a la ronda preliminar d'Eurovisió d'Estònia com a corista amb la banda Urban Symphony, interpretant la cançó "Rändajad" de Sven Lõhmus. El 7 de març, aquesta cançó va ser escollida per representar Estònia al Festival de la Cançó d'Eurovisió 2009. La cançó va quedar en 3a posició a la semifinal i en 6a a la final.
Mirjam Mesak va ser corista de la banda Glive fins a finals del 2007.
L'àlbum debut de Mirjam Mesak, "Samas võil ja siin", es va publicar a finals de novembre de 2007.

## Obres
Composició

- Sussikommilood [Partitura]: Cançons de Nadal per a grans i petits. Compositor del cançoner Sven Peterson. Tallinn: SP Muusikaprojekt, 2005 – inclou, entre d'altres, la música de Mirjam Mesak
- Samas välvel ja siin [Enregistrament d'àudio – CD] / [interpretat per] Mirjam Mesak. Tallinn: P. Pajusaar, 2007 – també inclou la música de Mirjam Mesak

## Premis
- 2019 – Premi d'Art Bavarès en la categoria d'Arts Escèniques (Bayerische Kunstdörderpreis in Der Sparte Darstellende Kunst)[6]
- 2024 – Premi Anual de la Fundació Cultural Estoniana per a les Arts Escèniques (per actuacions destacades en escenaris d'òpera internacionals durant la temporada anterior)